# Rakim Sanders
Rakim Sanders (Pawtucket, 8 luglio 1989) è un ex cestista statunitense.

## In Italia
Nella stagione 2014-15 è nella compagine sarda della Dinamo Sassari. La squadra allenata da Meo Sacchetti conquista il primo tricolore nella storia del basket isolano e Rakim Sanders viene eletto MVP delle finali. La squadra sarda vince inoltre Supercoppa e Coppa Italia.
Nella stagione 2015-16 a causa di un infortunio ad una mano rimane fermo sei mesi. È quindi ingaggiato dall'Olimpia Milano. con la quale vince Coppa Italia e scudetto, risultando essere in entrambe le competizioni l'MVP delle finali.

## Palmarès

### Club
- Lega Balcanica: 1

Hapoel Gilboa Galil Elyon: 2012-13
- Campionato italiano: 2

Dinamo Sassari: 2014-15
Olimpia Milano: 2015-16
- Coppa Italia: 3

Dinamo Sassari: 2015
Olimpia Milano: 2016, 2017
- Copa del Rey: 1

Barcellona: 2018
- Liga catalana: 1

Barcellona: 2017
- Supercoppa italiana: 2

Dinamo Sassari: 2014
Olimpia Milano: 2016

### Individuale
- MVP finali Serie A: 2

Dinamo Sassari: 2015
Olimpia Milano: 2016
- MVP Coppa Italia Serie A: 1

Olimpia Milano: 2016